# Micropeza lineata
Micropeza lineata är en tvåvingeart som beskrevs av Van Duzee 1926. Micropeza lineata ingår i släktet Micropeza och familjen skridflugor. Inga underarter finns listade i Catalogue of Life.